# Villa Cademartori
Villa Cademartori, conosciuta anche come Villa Cramer, è una costruzione adagiata direttamente sulle sponde del lago di Como, a Blevio. 

## Storia
Fino al 1842, l’edificio fu una proprietà di villeggiatura familiare degli Artaria, tra i più celebri editori musicali dell'epoca, famiglia che circa un secolo prima aveva iniziato la costruzione della dimora. Dagli Artaria, la proprietà fu venduta a Giorgio Mylius, commerciante e banchiere di origine tedesca, il quale commissionò una importante campagna di restauri e ristrutturazioni a vari professionisti, tra quali l'architetto Giuseppe Balzaretto. L'edificio fu quindi trasformato in un palazzo dallo stile sobrio, severo, ma al tempo stesso elegante; molto probabilmente lo stesso Balzaretto si occupò anche della sistemazione dell'adiacente giardino. 
Dopo la morte del Myluys, la villa passò nelle mani della sua seconda moglie Sophie Elisabeth Vonwiller, che la cedette al genero Corrado Cramer. Fu quest'ultimo, tra il 1864 e il 1866, a commissionare all'architetto tedesco Gottfried Semper una nuova ristrutturazione, al termine della quale l'edificio venne trasformato in un villino in stile neorinascimentale. Questa seconda fase di lavori vide pure la partecipazione dell'architetto Emilio Alemagna (già progettista di palazzo Cramer a Milano), il quale ebbe l’idea di realizzare la scuderia ed il viale carrozzabile che, superando una forte pendenza, congiunge la villa con la strada principale per Como. Dai Cramer la villa passò poi di proprietà ai Cademartori, già possessori di un'azienda casearia, i quali rilevarono la tenuta già prima del termine del Secondo Conflitto Mondiale.
Negli anni Ottanta del Novecento si assistette ad un’ulteriore ristrutturazione, per opera dell'architetto Mario Margheritis, che comportò il frazionamento in appartamenti, uno dei quali di proprietà della cantante Milva e un altro del calciatore tedesco Karl Heinz Rumenigge, in forza all'Internazionale dal 1984 al 1987.

## Descrizione
L'edificio si trova all’interno di una conca denominata "Girola", termine che deriva dal dialetto "gerùn", cioè ghiaione, ad indicare una zona frutto di un antico smottamento di terreno.
La villa si sviluppa su due piani, a cui si aggiunge una torretta che, guardando la costruzione dal lago si erge sul lato destro. Il primo piano dell'edificio è caratterizzato da una serie di finestre timpanate e da una terrazza contornata da una balaustra in pietra, ornata da numerose statue. La terrazza è sorretta da un portico dorico trabeato, che forma una sorta di pronao per l'ingresso principale. 
La villa è circondata da un parco all’interno del quale si registra la presenza di una grotta naturale e di numerosi alberi secolari (tra cui un enorme platano ed un pregiato cedro del Libano).